# T-60
El T-60 fue un tanque ligero producido por la Unión Soviética de 1941 a 1942. Tiempo en el cual se construyeron alrededor de 6.292 unidades. El tanque fue diseñado para reemplazar al obsoleto T-38.

## Diseño
La oficina de diseño  OKB-40  de Nikolai Astrov de la Fábrica No.37 de Moscú fue el asignado para diseñar los modelos de tanques exploradores anfibios y no-anfibios en 1938. Ellos produjeron los prototipos del tanque T-30A y el T-30B. El primero a fabricar fue el tanque anfibio T-40 en 1940.
También se fabricó el T-40S (sukhoputniy, versión "terrestre") que era un prototipo de tanque más pesado, pero fue considerado demasiado complejo para fabricar. Después, el T-30B, que compartía el chasis del T-40, pero de construcción más sencilla y con un blindaje más pesado. Este último siendo aceptado como el T-60 y su producción empezó en julio de 1941, justo después de la invasión alemana.
Aunque al principio se intentó que llevara una ametralladora de 12,7 mm como el T-40, el armamento fue actualizado por un cañón automático TNSh de 20 mm, versión para tanques del ShVAK, a sugerencia del Comisario Popular para Producción de Tanques Vyacheslav Malyshev. Esta arma podía penetrar hasta 15 mm de blindaje a 500 m de distancia, pero fue ineficiente contra los nuevos diseños de tanques alemanes, por lo que se intentó rearmar a los T-60 con un cañón ZIS-19 de 37 mm, pero se desistió debido a la escasez de munición de 37 mm en la Unión Soviética. En consecuencia, se inició un nuevo proyecto para instalar el cañón antitanque estándar de 45 mm en una torreta modificada. Esto demostró ser imposible, por lo cual se diseñó y probó con éxito una nueva torreta en el verano de 1942. La nueva torreta tenía el cañón instalado en su lado derecho para hacer más espacio al artillero y se le añadió una ametralladora coaxial. Finalmente el proyecto fue cancelado cuando el Alto Mando del Ejército Rojo eligió al T-70 como el nuevo tanque ligero estándar, que había sido desarrollado a inicios de aquel año.
El T-60 también fue empleado en el diseño del tanque antiaéreo experimental T-90.

## Tanque planeador
Un T-60 fue transformado en un planeador en 1942, diseñado para ser remolcado por un Petlyakov Pe-8 o un bombardero Tupolev TB-3 y ser suministrado a los partisanos desde el aire. El tanque fue aligerado para volar retirándole su armamento, munición, faros y reduciendo sumariamente la capacidad de su depósito de combustible. Incluso con las modificaciones, el bombardero TB-3 tuvo que lanzar al T-60 durante su único vuelo para evitar que se estrellara debido a sus pobres características aerodinámicas.  El T-60 aterrizó en un campo cerca del aeródromo y tras dejar sus alas y cola, regresó a su base. Debido a la falta de aviones lo suficientemente potentes para remolcarlo, el proyecto fue cancelado y nunca más se retomó.

## Cazacarros rumanos TACAM T-60 y Mareşal M05
En 1943, Los rumanos modificaron 34 T-60 capturados, transformándolos en cazacarros TACAM T-60. Estos iban armados con un cañón soviético M1939 (F-22) capturado, instalado dentro de una superestructura ligeramente blindada y abierta sobre su parte posterior, una típica configuración de los cazacarros de la época. Todos los vehículos supervivientes fueron confiscados por el Ejército Rojo después que Rumanía se unió a los Aliados el 23 de agosto de 1944.
A fines de 1942, el Ejército rumano inició el desarrollo de un vehículo blindado de combate, el cazacarros Mareșal. Su diseño se inspiró del cazacarros ligero alemán Hetzer. Los prototipos posteriores iban armados con el cañón antitanque rumano Reșița Model 1943 75 mm y eran propulsados por motores franceses Hotchkiss. Todos los prototipos fueron confiscados por el Ejército Rojo y se prohibió continuar su desarrollo después que Rumanía cambió de bando.

## Usuarios
- Unión Soviética: operador principal
- Alemania nazi: vehículos capturados renombrados como «Panzerkampfwagen T-60/70 743(r)»